# Kanton Villedieu-les-Poêles
Kanton Villedieu-les-Poêles (francouzsky Canton de Villedieu-les-Poêles) je francouzský kanton v departementu Manche v regionu Normandie. Při reformě kantonů v roce 2014 byl vytvořen z 29 obcí, do té doby sestával z 10 obcí. V květnu 2016 ho tvořilo 27 obcí (vzhledem k procesu slučování některých obcí).

## Obce kantonu
- Beslon
- La Bloutière
- Boisyvon
- Bourguenolles
- Champrepus
- La Chapelle-Cécelin
- Chérencé-le-Héron
- La Colombe
- Coulouvray-Boisbenâtre
- Fleury
- Le Guislain
- La Haye-Bellefond
- La Lande-d'Airou
- Margueray
- Maupertuis
- Montabot
- Montbray
- Morigny
- Percy-en-Normandie [p 1]
- Saint-Martin-le-Bouillant
- Saint-Maur-des-Bois
- Saint-Pois
- Sainte-Cécile
- Le Tanu
- La Trinité
- Villebaudon
- Villedieu-les-Poêles-Rouffigny [p 2]